# Ricard Fornesa i Puigdemasa
Ricard Fornesa i Puigdemasa (Gósol, 1883 — 1943) fou un religiós catòlic. Com a administrador apostòlic exercí de bisbe d'Urgell i copríncep d'Andorra entre el 2 de febrer de 1940 i el 15 d'abril de 1943.